# 北畠神社
北畠神社（きたばたけじんじゃ）は、三重県津市美杉町上多気にある神社。国の史跡「多気北畠氏城館跡」に鎮座し、初代伊勢国司として南朝奉護に尽くした北畠顕能を主祭神とする。建武中興十五社で唯一、近世以来の由緒を持つ。

## 歴史
由来書によれば、北畠具房の4代孫鈴木孫兵衛家次が寛永20年（1643年）3月、旧縁の地に小祠を設けて北畠八幡宮と称したのが創祀という。ただし、当初は八幡神の勧請のみで、顕能を奉祀したのは元禄年間に下るとの説もある。やがて八幡三神に倣い、北畠親房・顕家を合祀する。1881年（明治14年）11月村社北畠神社に改称。1907年（同40年）12月多芸村内の16社を合祀し、1916年（大正5年）宝庫・社務所などを整備。1928年（昭和3年）10月社殿を新造して主神を遷座し、11月10日別格官幣社に昇格した。別当寺の真善院が現在の庭園の位置にあったが、天保11年（1840年）春に火災に遭い、再興しないまま1898年（明治31年）廃絶した。

## 祭神

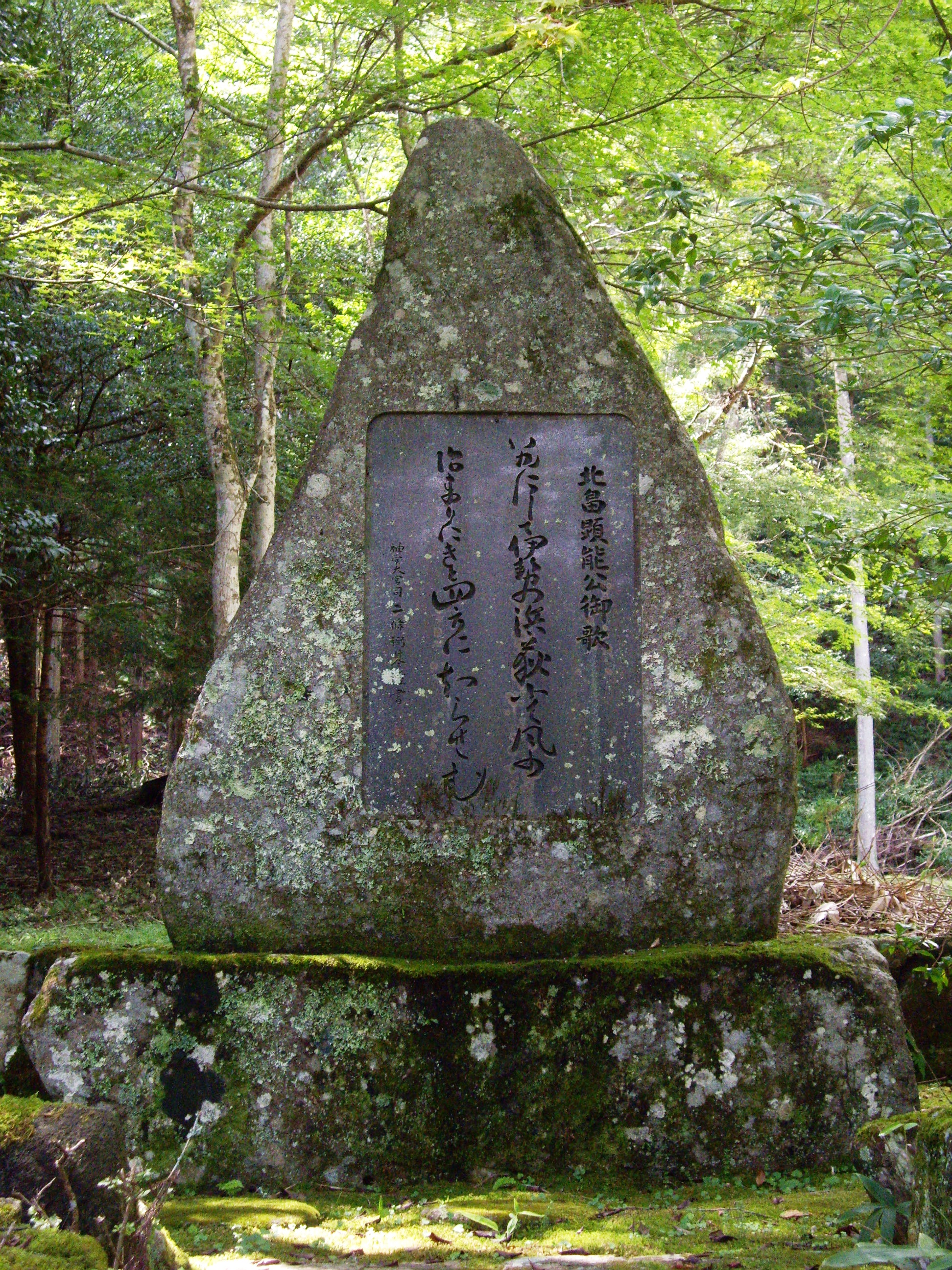
北畠顕能歌碑

- 主神：北畠顕能
- 配祀：北畠親房、北畠顕家

## 祭事
- 元旦祭（1月1日）
- 建国記念祭（2月11日）
- 祈年祭（2月17日）
- 初午祭（3月午の日）
- 伊勢国司講社大祭（5月5日）
- 秋季大祭（10月13日）
- 新嘗祭（11月23日）

## 境内末社
多芸神社（たげじんじゃ）

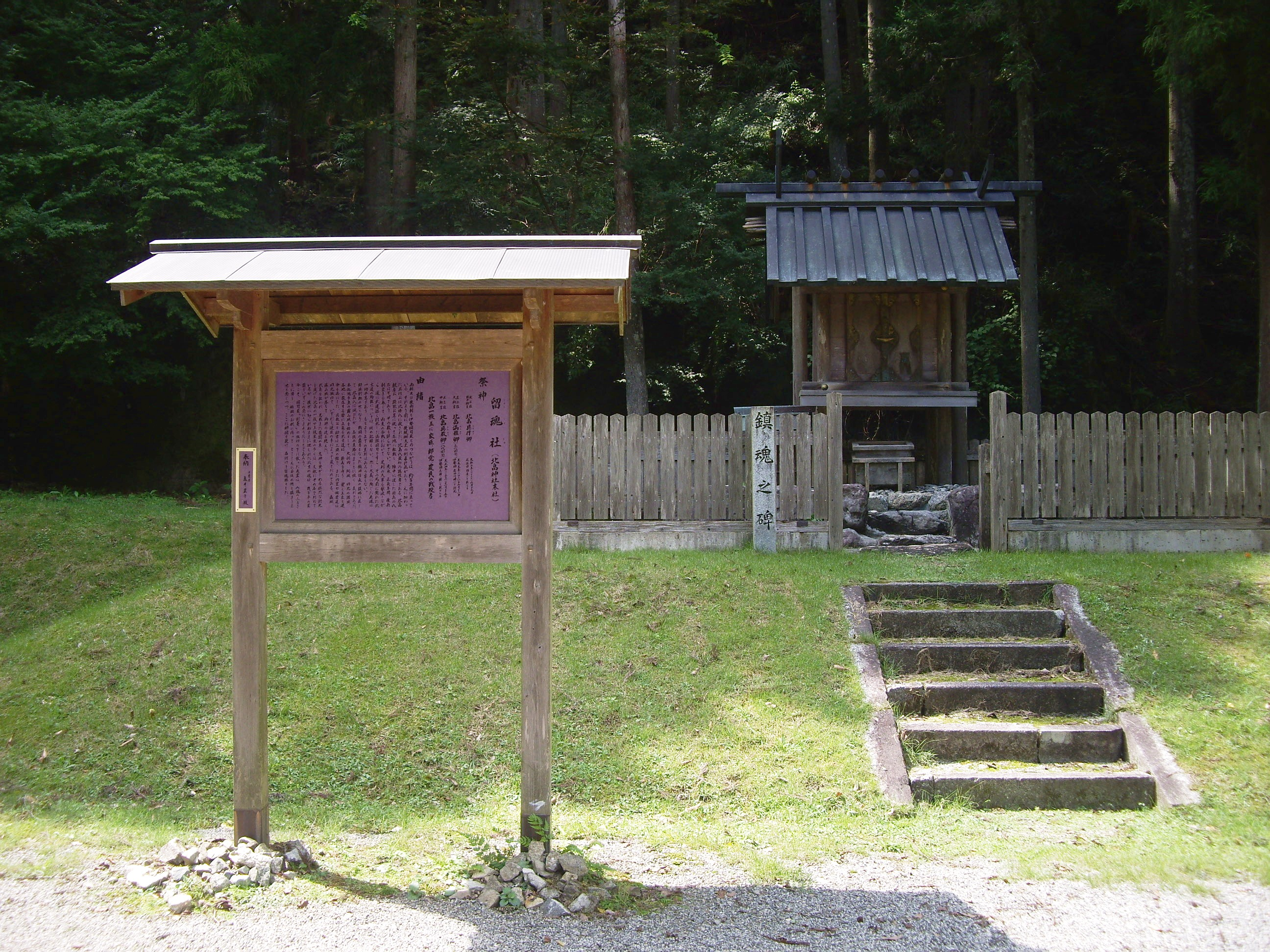
留魂社

- 1907年（明治40年）に合祀された多芸の産土神

留魂社（りゅうこんしゃ）
- 祭神：北畠具行、北畠満雅、北畠具教 北畠一族並に家臣、郎党、農民の戦死者

## 文化財

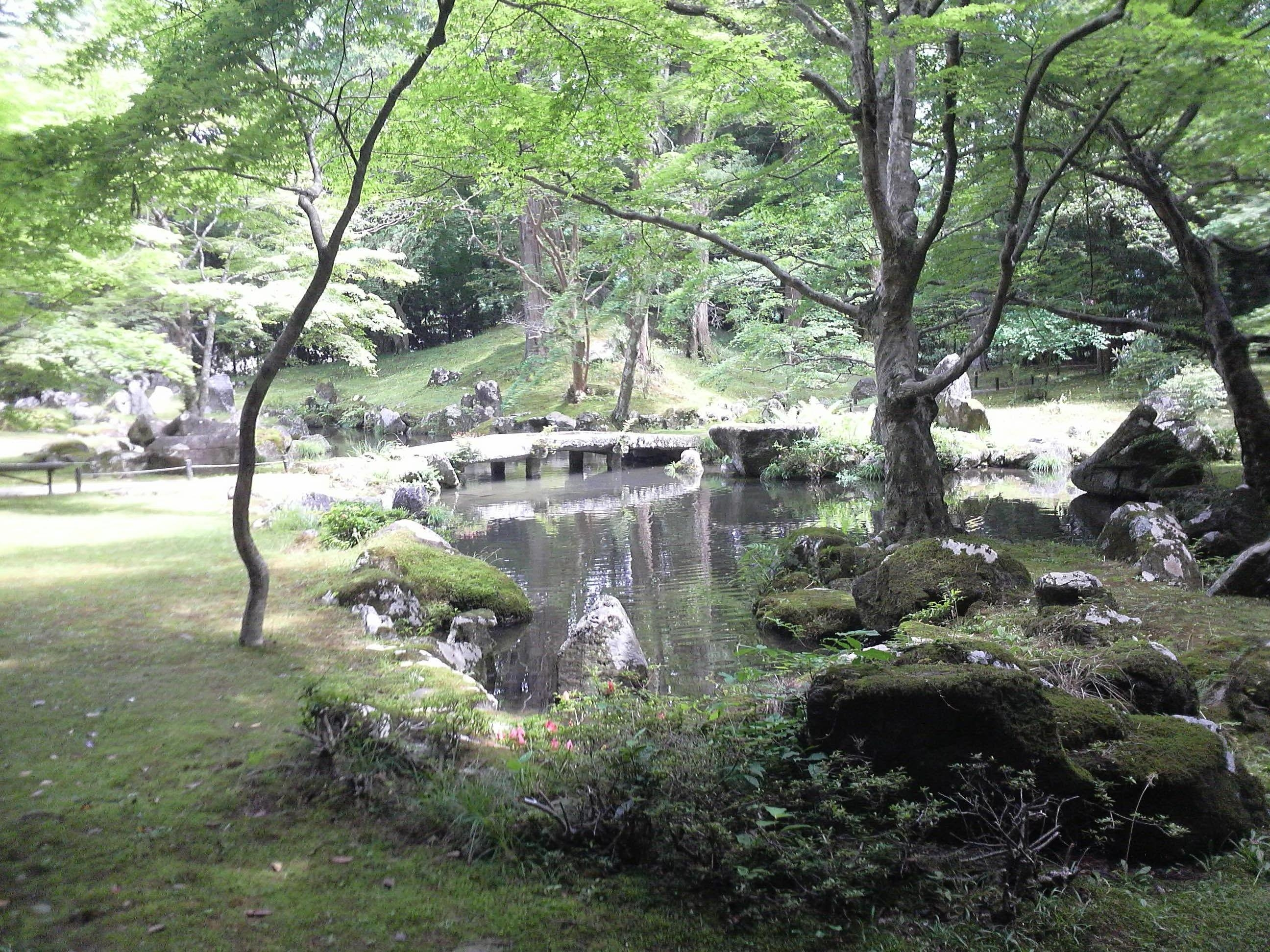
北畠氏館跡庭園

### 史跡（国指定）
- 北畠氏館跡（「多気北畠氏城館跡」のうち）
- 2017年（平成29年）4月6日、北畠氏館が続日本100名城（153番）に選定された。

### 名勝（国指定）
- 北畠氏館跡庭園

上記の史跡･名勝は1936年（昭和11年）9月、「北畠氏館跡庭園」として国の史跡及び名勝に指定された。北畠氏の居城跡は別途「霧山城跡」として同年に国の史跡に指定された。2006年（平成18年）7月に「北畠氏館跡庭園」と「霧山城跡」の2件を統合し、指定地域を追加の上、「多気北畠氏城館跡 北畠氏館跡 霧山城跡」の名称で改めて国の史跡に指定された。

##### 津市指定文化財
- 北畠具教奉行人教兼奉書

## 交通
- JR名松線比津駅から徒歩60分、またはタクシーで約10分
- JR名松線家城駅から津市コミュニティバス (美杉地域)で約45分、「北畠神社前」下車（1日4便）

## 関連図書
- 二六興信所編纂　山田米吉編『勤王事蹟別格官幣社精史』100〜101頁　二六興信所　1935年（国立国会図書館デジタルコレクション）

- 安津素彦・梅田義彦編集兼監修者 『神道辞典』 神社新報社、1968年、24頁
- 白井永二・土岐昌訓編集 『神社辞典』 東京堂出版、1979年、115頁